# Eudorellopsis leuconi
Eudorellopsis leuconi är en kräftdjursart som beskrevs av Stella Vassilenko och Ludmila Tzareva 1990. Eudorellopsis leuconi ingår i släktet Eudorellopsis och familjen Leuconidae. Inga underarter finns listade i Catalogue of Life.